# Takako Takahashi
Takako Takahashi (japanisch 高橋 たか子, Takahashi Takako; * 2. März 1932 in Kyōto, Präfektur Kyōto als Takako Okamoto (岡本 和子); † 12. Juli 2013) war eine japanische Schriftstellerin.

## Leben
Takahashi studierte französische Literatur an der Universität Kyōto, wo sie sich 1954 mit einer Arbeit über Charles Baudelaire graduierte. Während ihrer Studienzeit lernte sie Kazumi Takahashi kennen, den sie ein halbes Jahr nach ihrem Universitätsabschluss heiratete. Während ihr Mann als Assistenzprofessor an der Universität Kyōto arbeitete, lebte Takako in Kamakura, da sie das frauenfeindliche Kyōto nicht mochte. Sie promovierte mit einer Arbeit über François Mauriac. Ihr Mann starb schon 1971 an Krebs.
In der Folge begann sie zu schreiben, 1975 sie ließ sich taufen und konvertierte zur katholischen Kirche. In diesem Lebensabschnitt lebte sie zeitweise auch in einem Pariser Kloster.
Ihr Meisterwerk Yūwakusha (誘惑者) basiert auf einer Begebenheit aus dem Jahr 1933. Eine junge Frau wurde der Beihilfe zum Selbstmord an der japanischen Studentin Kiyoko Matsumoto am Vulkan Mihara angeklagt. Das Werk schildert die beiden Frauen, wie sie am Rande des Vulkans stehen und über die Existenz von Gott und den Teufel diskutieren, bis einer der beiden die Studentin in den Krater stößt.

## Preise und Auszeichnungen
- 1973 Tamura-Toshiko-Preis für Sora no hate made (空の果てまで)
- 1976 Izumi-Kyōka-Literaturpreis für Yūwakusha (誘惑者)
- 1977 Frauenliteraturpreis für Lonely Woman (ロンリー・ウーマン, Ronrī Ūman)
- 1985 Yomiuri-Literaturpreis für Ikari no ko (怒りの子)
- 1985 Kawabata-Yasunari-Literaturpreis für Kou (恋う)
- 2003 Mainichi-Kunstpreis für Kirei na hito (きれいな人)

## Werke (Auswahl)
- 1971 Kanata no mizuoto (彼方の水音)
- 1972 Hone no shiro (骨の城)
- 1973 Sora no hate made (空の果てまで)
- 1973 Kyōsei kūkan (共生空間)
- 1974 Ushinawareta e (失われた絵)
- 1975 Hanayagu hi (華やぐ日)
- 1975 Tamashii no inu (魂の犬)
- 1976 Yūwakusha (誘惑者)
- 1977 Takahashi Kazumi no omoidasu (高橋和巳の思い出)
- 1977 Lonely Woman (ロンリー・ウーマン, Ronrī Ūman)
- 1978 Shiroi hikari (白い光)
- 1978 Ningenai (人形愛)
- 1979 Taidan sei toshite no onna Ōba Minako (対談・性としての女 大庭みな子)
- 1980 Odoroida hana (驚いた花)
- 1980 Sasoi (誘い, dt. In Versuchung, in: Barbara Yoshida-Krafft (Hrsg.), Das elfte Haus. Erzählungen japanischer Gegenwartsautorinnen, München 1987, S. 146–179)
- 1981 Ayashimi (怪しみ)
- 1982 Yōsoise yo, waga tamashii yo (装いせよ、わが魂よ)
- 1989 Mizu soshite honō (水そして炎)
- 1993 Hajimari e (始まりへ)
- 1999 Watashi no tōtta michi (私の通った路)
- 2003 Kirei na hito (きれいな人)
- 2005 Takahashi Takako no nikki (高橋たか子の「日記」, „Takahashi Takako - Tagebuch“)
- 2006 Doko ka kanjiru ie - jisen essai-shū (どこか或る家 自選エッセイ集)
- 2008 Lisa to iu mei no tsuma (ライサという名の妻, „eine Frau namens Lisa“)

## Übersetzungen
- 1966 Girishia bijutsu no tanjō (ギリシア美術の誕生) gemeinsam übersetzt mit Kazunosuke Murata (村田 数之亮)
  - Original: Naissance de l’art grec von Pierre Demargne
- 1971 Dairiseki (大理石) gemeinsam übersetzt mit Tatsuhiko Shibusawa
  - Original: Marbre von André Pieyre de Mandiargues
- 1979 Varouna (ヴァルーナ, Valūna) gemeinsam übersetzt mit Shō Suzuki
  - Original: Varouna von Julien Green
- 1980 Venus-shi (ヴィーナス氏, Vīnasu-shi)
  - Original: Monsieur Vénus von Rachilde